# Ein glückliches Jahr
Ein glückliches Jahr (Originaltitel: La bonne année) ist ein französisch-italienischer Kriminal- und Liebesfilm aus dem Jahr 1973. Regie führte Claude Lelouch. Das Drehbuch schrieben Claude Lelouch und Pierre Uytterhoeven.

## Handlung
Gegenwart, im Jahr 1973: Der Gauner Simon wird im Rahmen der Neujahrsamnestie vorzeitig aus dem Gefängnis entlassen, nachdem er dort sechs Jahre abgesessen hat. Wegen eines Raubüberfalls war er zu zehn Jahren Haft verurteilt worden. Er kehrt in seine Wohnung zurück und stellt fest, dass es sich darin ein anderer Mann bequem gemacht hat. Er geht einem Konflikt aus dem Weg und verlässt seine Wohnung wieder, ohne dass der andere ihn gesehen hat. Er verbringt die Neujahrsnacht in seiner bevorzugten Bar Michou, in der auch Mireille Mathieu feiert, und versucht, seinen alten Kumpel Charlot anzurufen. Hier wechselt der Film in die Vergangenheit, in die Zeit vor sechs Jahren.
Die beiden Gauner Simon und Charlot fahren mit dem Zug nach Cannes und steigen dort im vornehmen Hotel Carlton an der Strandpromenade ab. Vom Fenster ihres Hotelzimmers aus beobachtet Charlot ein nahe gelegenes Juweliergeschäft, das Simon als Ziel ihres Überfalls ausgesucht hat. Charlot stellt fest, dass das Geschäft sehr gut gesichert ist: die Schaufenster aus kugelsicherem Glas, Panzertüren, überall Alarmanlagen und ein direkter Draht zum Polizeipräsidium. Er kommt zum Schluss, dieser Laden sei nicht zu knacken.
Simon ist anderer Ansicht: Er zieht sich eine selbstklebende Maske über Gesicht und Haare, wird dadurch unkenntlich und sieht nun aus wie ein alter Mann. In dieser Aufmachung betritt er das Juweliergeschäft als Kunde, spricht mit verstellter Stimme und lässt sich vom Geschäftsführer Schmuckstücke zeigen. Er wolle seiner Schwester, die 68 Jahre alt sei, in einer Klinik in Nizza liege und deren Zustand sich zusehends verschlechtere, ein Geschenk machen. Er entscheidet sich für eine teure Brosche und bezahlt mit einem Scheck.
Simon und Charlot beobachten und notieren sich, wie viele Leute im Juwelierladen arbeiten, wann sie am Morgen kommen und schrittweise das Geschäft öffnen, wann und wie lange sie Mittagspause machen und wann das Geschäft geschlossen wird. Die beiden Gauner proben auch, mit der Stoppuhr in der Hand, ihre Flucht nach geglücktem Raub, nämlich mit dem Auto zum Hafen, von dort mit dem Boot nach San Remo. Simon legt wieder seine Gesichtsmaske an und betritt zum zweiten Mal das Juweliergeschäft: Seine Schwester brauche als Ergänzung zur Brosche auch ein Armband, das Simon ebenfalls erwirbt.
Neben dem Juwelierladen liegt ein Antiquitätengeschäft, und Simon hat auf dessen Inhaberin Françoise ein Auge geworfen. Im Restaurant Félix hat er ein originales Louis-Seize-Tischchen entdeckt, das er der Chefin des Restaurants, Madame Félix, zu einem stolzen Preis abkauft. Er bringt das Tischchen in das Antiquitätengeschäft von Françoise mit der Bitte, es für ihn in Kommission zu nehmen und weiterzuverkaufen. Françoise erklärt sich mit dem Auftrag einverstanden, und am Abend gehen beide zusammen im Restaurant Félix essen. Dabei stellt sich heraus, dass Simon das Tischchen von Madame Félix zu einem deutlich tieferen Preis erworben hat, als er Françoise gegenüber angegeben hat. Françoise will es ebenfalls zu einem höheren Preis losschlagen, als Simon mit ihr abgemacht hat. Nach dem gemeinsamen Abend trennen sich Simon und Françoise, ohne dass er ihr wesentlich näher gekommen wäre.
Simon und Charlot werden von Françoise zum Weihnachtsessen eingeladen, an dem auch vier Freunde der Gastgeberin teilnehmen. Einer von ihnen fragt Simon, ob er bestimmte bekannte Filme gesehen habe, was dieser jedes Mal verneint. Nach dieser Bloßstellung verlassen er und Charlot die Tafel. Françoise ist verärgert und wirft alle ihre Gäste hinaus. Sie ruft Simon an und meint zu ihm, sie hätte nur mit ihm allein Weihnachten feiern sollen. Er kehrt zu ihr zurück, und sie finden zueinander.
Simon sucht das Juweliergeschäft ein drittes Mal in seiner Maske auf und erklärt dem Geschäftsführer, er wolle seiner Schwester ein letztes Geschenk machen, aber es müsse etwas außerordentlich Schönes sein. Die Ärzte hätten wenig Hoffnung für sie und zweifelten daran, dass sie die nächste Nacht überleben werde. Der Juwelier präsentiert ihm drei kostbare Colliers. Simon kann sich nicht entscheiden und bittet darum, die Schmuckstücke für seine Schwester fotografieren zu dürfen. Der Juwelier erlaubt es nach einigem Zögern, und Charlot fotografiert die Colliers. Simon fährt weg, um die Fotos seiner Schwester zu zeigen, damit sie ihre Wahl treffen kann. Der Geschäftsführer weist ihn darauf hin, er müsse pünktlich bis zum Geschäftsschluss um 19.30 Uhr zurück sein, wenn er das Collier noch am gleichen Tag mitnehmen wolle.
Simon trifft erst kurz nach Geschäftsschluss wieder ein, bittet den Geschäftsführer aber inständig, für ihn eine Ausnahme zu machen. Dieser lässt sich schließlich erweichen, Simon bezahlt für das ausgewählte Collier eine halbe Million Francs in bar und nimmt es in Empfang; so abgelenkt, schlüpft Charlot unbemerkt in den Laden und hält sich versteckt. Der Juwelier will das Bargeld im Tresor versorgen, da richtet Charlot seine Pistole auf ihn und zwingt ihn, alle Schmuckstücke aus dem Tresor zu räumen und in Charlots Tasche zu verstauen. Charlot kann mit der Beute entkommen. Als Simon das Geschäft auch verlassen will, ist die Ausgangstür blockiert, weil die Tür des Tresors und die Schleuse länger als zwei Minuten offen gestanden sind. Die Polizei fährt vor, und Simon wird festgenommen.
Während der Jahre im Gefängnis besucht Françoise Simon regelmäßig. Sie zieht in seine Wohnung, renoviert sie, hält sich jedoch gleichzeitig einen italienischen Liebhaber. Nun wechselt der Film wieder in die Gegenwart.
Nach der Entlassung aus dem Gefängnis sieht Simon in der Neujahrsnacht seinen Komplizen Charlot wieder. Die beiden fallen sich in die Arme. Charlot konnte mit den geraubten Juwelen entkommen und wurde nicht gefasst. Inzwischen hat er die Schmuckstücke zu Geld gemacht und präsentiert Simon stolz einen Koffer voller Banknoten. Simon will nach Brasilien auswandern. Charlot erklärt ihm, das sei ungerecht Françoise gegenüber. Als Simon schon am Flughafen auf seinen Flug wartet, entschließt er sich doch noch, Françoise anzurufen. Sie liegt schläfrig im Bett, neben sich ihr italienischer Liebhaber. Sie fragt Simon, ob er ausgebrochen sei, und erhält zur Antwort: „Straferlass“. Ihr Liebhaber merkt, dass Françoise zu Simon zurückkehren will, und verlässt die Wohnung. Sie räumt die Wohnung auf und bereitet für Simon und sich das Frühstück zu. Simon fährt im Taxi vor. Lange sitzt er ihr stumm gegenüber. Sie rechtfertigt sich: „Das war nur, um irgendwie durchzukommen. Meine Art, auf dich zu warten. Einfach weiterleben.“ Nach einer Weile seine Antwort: „Komm, der Kaffee wird kalt.“

## Hintergrund
Die Szenen, die 1973 in der Gegenwart spielen, wurden in Schwarzweißbildern gedreht, die Szenen hingegen, die 1967 zur Zeit des Juwelenraubs spielen, in Farbe.

## Kritik
„Amüsanter Krimi, in dem eine Vielzahl von Unterhaltungseffekten kontrastreich miteinander verbunden sind. Um einen raffiniert vorbereiteten Juwelenraub eines Gangsterduos spinnt sich eine romantische Liebesaffäre an der französischen Riviera, aber das Glück verlangt seinen Tribut. Nicht zuletzt dank der erstklassigen Darsteller, trotz einiger Längen niveauvolle Unterhaltung.“

„'Ein glückliches Jahr' beginnt trist, ist später eine Mischung aus Heist Movie und Romanze und doch irgendwie anders. Der auch erzählerisch eigenwillige Film mag als reiner Krimi nicht unbedingt zu empfehlen sein, ist aber für sich genommen doch spannend. Die Geschichte um zwei Männer, die einen Juwelier ausrauben wollen, ist noch immer sehenswert.“